# Julien Faubert
Julien Alex Thomas Faubert (sinh ngày 1 tháng 8 năm 1983) là một cựu cầu thủ bóng đá chuyên nghiệp đã từng thi đấu ở vị trí tiền vệ cánh phải hoặc hậu vệ phải. Sinh ra ở Pháp, anh thi đấu cho Đội tuyển bóng đá quốc gia Pháp trước khi thi đấu cho Đội tuyển bóng đá quốc gia Martinique năm 2014. Anh được biết đến trong làng bóng đá vì vụ chuyển nhượng theo dạng cho mượn từ West Ham United sang Real Madrid đầu năm 2009.

## Sự nghiệp câu lac bộ

### Cannes và Bordeaux
Sinh ra ở Le Havre, Faubert đăng ký vào học viện của Cannes năm 1998 và bắt đầu sự nghiệp ở vị trí hậu vệ phải, nhưng với khả năng tạt bóng nhanh chóng, anh chơi ở vị trí tiền vệ cánh phải cũng như ở vị trí tiền vệ. Anh có trận ra mắt cho đội một của Cannes vào mùa giải 2002–03. Anh dần dần nổi tiếng với tư cách là một thành viên quan trọng của đội và cuối cùng đã lọt vào mắt xanh của một số đội bóng ở Ligue 1. Anh ký hợp đồng với Bordeaux vào năm 2004 và chơi 96 trận ở giải VĐQG cũng như ở UEFA Champions League cho đội.

### West Ham United

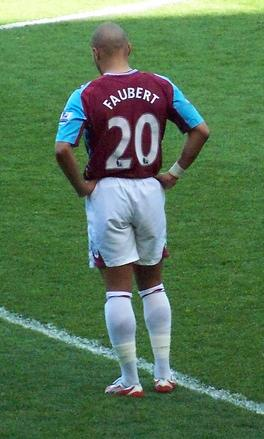
Faubert chơi cho West Ham United năm 2008

Vào ngày 23 tháng 6 năm 2007, tờ báo thể thao Pháp L'Équipe đưa tin rằng Faubert sắp chuyển sang Rangers với giá 6,5 triệu euro (4,3 triệu bảng). Tuy nhiên, vào ngày 1 tháng 7, anh được West Ham United ký hợp đồng 5 năm với giá 6,1 triệu bảng. Anh bị đứt gân achilles trong trận giao hữu trước mùa giải vào ngày 17 tháng 7 trước câu lạc bộ đội bóng đá Séc Sigma Olomouc khiến anh phải nghỉ sáu tháng để bình phục. Theo kế hoạch trở lại sân cỏ, Faubert được ra sân ở đội dự bị trong trận gặp đội dự bị của Aston Villa vào tháng 1 năm 2008. Cuối cùng anh đã chơi trận ra mắt cho Hammers khi vào sân thay người muộn trong trận gặp Fulham tại Boleyn Ground vào ngày 12 tháng 1 năm 2008. Mùa giải đầu tiên của anh ở Anh được đánh dấu bởi chấn thương liên tục và anh chỉ ra sân 8 lần ở Premier League lẫn FA Cup.

#### Cho mượn tại Real Madrid
Faubert được phép nói chuyện với Real Madrid vào ngày 30 tháng 1 năm 2009. Thương vụ này hoàn tất vào ngày 31 tháng 1 khi anh ký hợp đồng với Real Madrid theo một bản hợp đồng cho mượn có thời gian 6 tháng đến cuối mùa giải 2008–09 với mức phí được báo cáo là 1,5 triệu bảng. Faubert có trận ra mắt cho Real Madrid vào ngày 7 tháng 2 năm 2009 trong chiến thắng 1–0 trước Racing de Santander. Trong thời gian cho mượn tại Real Madrid, anh đã bỏ lỡ buổi tập vì nhầm tưởng mình được nghỉ. Anh kết thúc thời gian cho mượn tại Real Madrid mà chỉ chơi hai trận.

## Thống kê sự nghiệp

### Câu lạc bộ
Tính đến 14 tháng 9 năm 2019
| Câu lạc bộ           | Mùa giải            | Giải vô địch                         | Giải vô địch | Giải vô địch | Cúp quốc gia | Cúp quốc gia | Cúp Liên đoàn | Cúp Liên đoàn | Châu lục | Châu lục | Khác | Khác | Tổng cộng | Tổng cộng |
| Câu lạc bộ           | Mùa giải            | Hạng đấu                             | Trận         | Bàn          | Trận         | Bàn          | Trận          | Bàn           | Trận     | Bàn      | Trận | Bàn  | Trận      | Bàn       |
| -------------------- | ------------------- | ------------------------------------ | ------------ | ------------ | ------------ | ------------ | ------------- | ------------- | -------- | -------- | ---- | ---- | --------- | --------- |
| AS Cannes            | 2002–03             | Championnat National                 | 26           | 1            | 0            | 0            | ―             | ―             | ―        | ―        | ―    | ―    | 26        | 1         |
| AS Cannes            | 2003–04             | Championnat National                 | 19           | 3            | 0            | 0            | ―             | ―             | ―        | ―        | ―    | ―    | 19        | 3         |
| AS Cannes            | Tổng cộng           | Tổng cộng                            | 45           | 4            | 0            | 0            | ―             | ―             | ―        | ―        | ―    | ―    | 45        | 4         |
| Bordeaux             | 2004–05             | Ligue 1                              | 36           | 1            | 1            | 0            | 1             | 0             | ―        | ―        | ―    | ―    | 38        | 1         |
| Bordeaux             | 2005–06             | Ligue 1                              | 34           | 5            | 2            | 0            | 3             | 0             | ―        | ―        | ―    | ―    | 39        | 5         |
| Bordeaux             | 2006–07             | Ligue 1                              | 26           | 3            | 1            | 0            | 3             | 0             | 8        | 2        | ―    | ―    | 38        | 5         |
| Bordeaux             | Tổng cộng           | Tổng cộng                            | 96           | 10           | 4            | 0            | 7             | 0             | 8        | 2        | ―    | ―    | 115       | 12        |
| West Ham United      | 2007–08             | Premier League                       | 7            | 0            | 1            | 0            | 0             | 0             | ―        | ―        | ―    | ―    | 8         | 0         |
| West Ham United      | 2008–09             | Premier League                       | 20           | 0            | 2            | 0            | 2             | 0             | ―        | ―        | ―    | ―    | 24        | 0         |
| West Ham United      | 2009–10             | Premier League                       | 33           | 1            | 1            | 0            | 2             | 0             | ―        | ―        | ―    | ―    | 36        | 1         |
| West Ham United      | 2010–11             | Premier League                       | 9            | 0            | 1            | 0            | 6             | 0             | ―        | ―        | ―    | ―    | 16        | 0         |
| West Ham United      | 2011–12             | Championship                         | 34           | 1            | 0            | 0            | 1             | 0             | ―        | ―        | 2    | 0    | 37        | 1         |
| West Ham United      | Tổng cộng           | Tổng cộng                            | 103          | 2            | 5            | 0            | 11            | 0             | ―        | ―        | 2    | 0    | 121       | 2         |
| Real Madrid (mượn)   | 2008–09             | La Liga                              | 2            | 0            | 0            | 0            | ―             | ―             | 0        | 0        | ―    | ―    | 2         | 0         |
| Elazığspor           | 2012–13             | Süper Lig                            | 16           | 1            | 0            | 0            | ―             | ―             | ―        | ―        | ―    | ―    | 16        | 1         |
| Bordeaux             | 2012–13             | Ligue 1                              | 13           | 0            | 0            | 0            | 0             | 0             | 3        | 0        | ―    | ―    | 16        | 0         |
| Bordeaux             | 2013–14             | Ligue 1                              | 22           | 3            | 2            | 0            | 1             | 0             | 4        | 0        | ―    | ―    | 29        | 3         |
| Bordeaux             | 2014–15             | Ligue 1                              | 13           | 0            | 1            | 0            | 1             | 0             | ―        | ―        | ―    | ―    | 15        | 0         |
| Bordeaux             | Tổng cộng           | Tổng cộng                            | 144          | 13           | 7            | 0            | 9             | 0             | 15       | 2        | ―    | ―    | 175       | 15        |
| Bordeaux II          | 2013–14             | Championnat de France Amateur Bảng D | 1            | 0            | ―            | ―            | ―             | ―             | ―        | ―        | ―    | ―    | 1         | 0         |
| Bordeaux II          | 2014–15             | Championnat de France Amateur Bảng D | 2            | 0            | ―            | ―            | ―             | ―             | ―        | ―        | ―    | ―    | 2         | 0         |
| Bordeaux II          | Tổng cộng           | Tổng cộng                            | 3            | 0            | ―            | ―            | ―             | ―             | ―        | ―        | ―    | ―    | 3         | 0         |
| Kilmarnock           | 2015–16             | Scottish Premiership                 | 9            | 0            | ―            | ―            | ―             | ―             | ―        | ―        | ―    | ―    | 9         | 0         |
| Inter Turku          | 2017                | Veikkausliiga                        | 26           | 1            | 5            | 0            | ―             | ―             | ―        | ―        | ―    | ―    | 31        | 1         |
| Borneo               | 2018                | Liga 1                               | 15           | 3            | 0            | 0            | ―             | ―             | ―        | ―        | ―    | ―    | 15        | 3         |
| Fréjus Saint-Raphaël | 2019–20             | Championnat National 2 Bảng D        | 2            | 0            | 0            | 0            | ―             | ―             | ―        | ―        | ―    | ―    | 2         | 0         |
| Tổng cộng sự nghiệp  | Tổng cộng sự nghiệp | Tổng cộng sự nghiệp                  | 362          | 24           | 17           | 0            | 20            | 0             | 15       | 2        | 2    | 0    | 416       | 24        |

1. ↑  Bao gồm Coupe de France, Copa del Rey, FA Cup, Cúp bóng đá Thổ Nhĩ Kỳ, Cúp bóng đá Phần Lan và Cúp Indonesia
2. ↑  Bao gồm EFL Cup và Coupe de la Ligue
3. ↑  Sáu lần ra sân và ghi hai bàn thắng tại UEFA Champions League, 2 lần ra sân tại UEFA Cup
4. ↑  Ra sân tại Play-off EFL Championship
5. 1 2  Ra sân tại UEFA Europa League

### Quốc tế
Tính đến 27 tháng 3 năm 2017
| Đội tuyển quốc gia | Năm       | Trận | Bàn thắng |
| ------------------ | --------- | ---- | --------- |
| Pháp               | 2006      | 1    | 1         |
| Tổng cộng          | Tổng cộng | 1    | 1         |
| Martinique         | 2014      | 5    | 5         |
| Martinique         | 2016      | 4    | 0         |
| Martinique         | 2017      | 1    | 0         |
| Tổng cộng          | Tổng cộng | 10   | 5         |

#### Danh sách bàn thắng cho Pháp
Tỷ số và kết quả liệt kê bàn thắng của Pháp trước, cột tỷ số cho biết tỷ số sau mỗi bàn thắng của Faubert.
| # | Ngày                | Địa điểm                                                          | Trận | Đối thủ              | Tỷ số | Kết quả | Giải đấu |
| - | ------------------- | ----------------------------------------------------------------- | ---- | -------------------- | ----- | ------- | -------- |
| 1 | 16 tháng 8 năm 2006 | Sân vận động Asim Ferhatović Hase, Sarajevo, Bosna và Hercegovina | 1    | Bosna và Hercegovina | 2–1   | 2–1     | Giao hữu |

#### Danh sách bàn thắng cho Martinique
Tỷ số và kết quả liệt kê bàn thắng của Martinique trước, cột tỷ số cho biết tỷ số sau mỗi bàn thắng của Faubert.
| # | Ngày                 | Địa điểm                                     | Trận | Đối thủ                     | Tỷ số | Kết quả | Giải đấu                                        |
| - | -------------------- | -------------------------------------------- | ---- | --------------------------- | ----- | ------- | ----------------------------------------------- |
| 1 | 8 tháng 10 năm 2014  | Sân vận động René Serge Nabajoth, Les Abymes | 1    | Curaçao                     | 1–0   | 1–1     | Vòng loại Giải vô địch bóng đá vùng Caribe 2014 |
| 2 | 10 tháng 10 năm 2014 | Sân vận động René Serge Nabajoth, Les Abymes | 2    | Guadeloupe                  | 1–0   | 2–0     | Vòng loại Giải vô địch bóng đá vùng Caribe 2014 |
| 3 | 10 tháng 10 năm 2014 | Sân vận động René Serge Nabajoth, Les Abymes | 2    | Guadeloupe                  | 2–0   | 2–0     | Vòng loại Giải vô địch bóng đá vùng Caribe 2014 |
| 4 | 12 tháng 10 năm 2014 | Sân vận động René Serge Nabajoth, Les Abymes | 3    | Saint Vincent và Grenadines | 3–3   | 4–3     | Vòng loại Giải vô địch bóng đá vùng Caribe 2014 |
| 5 | 12 tháng 10 năm 2014 | Sân vận động René Serge Nabajoth, Les Abymes | 3    | Saint Vincent và Grenadines | 4–3   | 4–3     | Vòng loại Giải vô địch bóng đá vùng Caribe 2014 |

## Danh hiệu
Bordeaux
- Coupe de la Ligue: 2006–07[15]
- Coupe de France: 2012–13[16]

West Ham United
- Play-off Football League Championship: 2012[17]